# Benzylsalicylaat
Benzylsalicylaat is de ester van benzylalcohol en salicylzuur (2-hydroxybenzoëzuur). Het is een bijna kleurloze tot lichtgele vloeistof, die weinig oplosbaar is in water. Benzylsalicylaat komt voor in de etherische olie van verscheidene bloemen, vooral uit de orchideeën- en cactusfamilie. Het wordt geïsoleerd uit de etherische olie van tuinanjers (Dianthus caryophyllus), maar het kan ook synthetisch bereid worden door de reactie tussen natriumsalicylaat met benzylchloride.

## Toepassingen
Benzylsalicylaat wordt vooral gebruikt in de cosmetica:
- UV-absorptie in cosmetische producten, vooral haarkleurmiddelen
- fixatiemiddel in parfumsamenstellingen

Het heeft ook een potentieel als insecticide of acaricide.

## Toxicologie en veiligheid
Benzylsalicylaat is een gekend contactallergeen, dat allergische reacties kan veroorzaken bij personen met parfumallergie. Producenten moeten daarom de aanwezigheid ervan vermelden op de verpakking indien de concentratie hoger is dan 0,01% in producten die worden weggespoeld, of 0,001% in producten die niet worden weggespoeld.